# Udo Toniato
Udo Toniato, pseudonimo di Luigi Toniato (Borgoforte, 15 novembre 1930 – Guastalla, 21 ottobre 2011) è stato un pittore italiano.

## Biografia
È stato un pittore naïf. Iniziò a dipingere nel 1967. Nei suoi quadri ha raccontato, il Po, la Bassa del Po e i suoi personaggi.

## Mostre
- Prato, Palazzo Pretorio, 1971
- Brescia, 1969
- Roma, 1970
- Colonia, 1970
- Firenze, 1970
- Zagabria, 1972
- Rassegna Internazionale di Lugano, 1973
- Palazzolo sull'Oglio, 1973
- Milano, 1974
- Incontro con i grandi Naïf italiani a Crevalcore, 1974
- Premio Nazionale di Pittura dei Naïfs Italiani a Luzzara